# Ascophora elegantissima
Ascophora elegantissima är en plattmaskart. Ascophora elegantissima ingår i släktet Ascophora och familjen Typhloplanidae. Inga underarter finns listade i Catalogue of Life.